# UTC-10

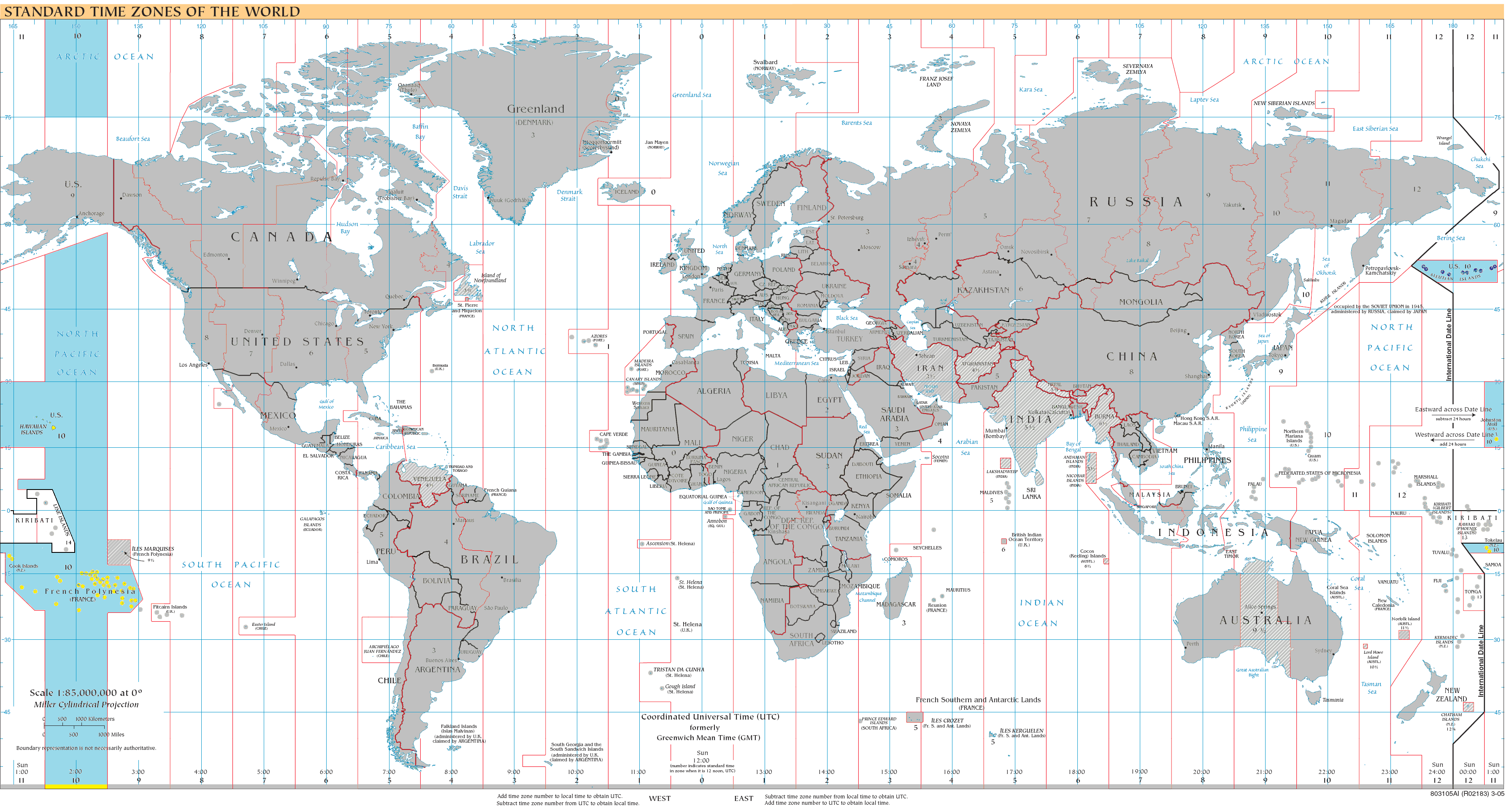
UTC-10: 藍-12月前後に適用、濃黄-通年適用、水色-海域

UTC-10とは、協定世界時を10時間遅らせた標準時である。
UTC+14と同じ時刻だが、日付が1日遅れる。

## 該当地域

### 標準時（通年）
- アメリカ合衆国
  - ハワイ・アリューシャン標準時 - HAST
    - ジョンストン島
    - ハワイ州
- クック諸島
- フランス領ポリネシア
  - ソシエテ諸島
  - トゥアモトゥ諸島
  - オーストラル諸島

### 標準時（北半球冬）
- アメリカ合衆国
  - ハワイ・アリューシャン標準時 - HAST
    - アリューシャン列島（西経169度30分線以西）

## 歴史
アメリカ合衆国のハワイ・アリューシャン標準時のうちアリューシャン列島西経169度30分以西とセントローレンス島では夏時間（UTC-9）を実施している。このため、UTC-10 なのは冬期のみである。一方ハワイでは夏時間は行われていない。
ハワイは1900年から1947年まで、-10:30 が標準時だった。
キリバスのライン諸島では1994年暮れまで UTC-10 を用いていたが、1994年12月31日を1日飛び越えて UTC+14 になった。
サモアでは2010年9月から夏時間を UTC-10 としていたが、2011年12月に UTC+14 へと変更。トケラウの標準時も同様に変更された。